# Société royale de Flore de Bruxelles
Pour les articles homonymes, voir Société royale.
La Société royale de Flore de Bruxelles, fondée en 1822, à l'époque du royaume uni des Pays-Bas, réunit les amateurs de botanique florale et les horticulteurs amateurs bruxellois.
Le mot "Flore" doit ici s'écrire avec une majuscule, car il s'agit de la déesse Flore, présidant à la croissance des fleurs et non de la "flore" en général.

## Historique

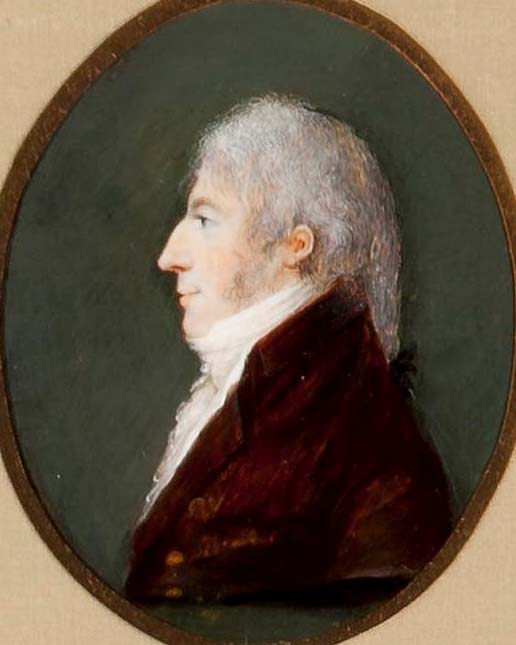
Charles-Joseph d'Ursel, premier président de la Société royale de Flore de Bruxelles.

Elle reprend la tradition de la Confrérie de Sainte Dorothée, fondée à Bruxelles en 1660, dont elle a conservé le Livre d'Or richement illustré et s'étendant de 1640 à 1940.
Cette société dont les membres se recrutaient principalement dans les milieux de la haute bourgeoisie, des Lignages de Bruxelles et de la noblesse teintée de libéralisme, joua un rôle non négligeable dans la société bruxelloise du XIXe siècle.
Comme on peut le lire dans le Guide historique du voyageur en Belgique: "La splendeur et les richesses du jardin botanique sont dues, en grande partie, à cette société qui, après un intervalle de 30 années, a remplacé celle de Sainte Dorothée établie à Bruxelles dès 1660. Elle se compose de floriphiles nationaux et étrangers qui, deux fois l'année, exposent tout ce que leurs jardins produisent de remarquable. À l'occasion de ces expositions, qui ont lieu le premier dimanche après le 14 février et le 14 juillet, il y a 4 médailles décernées par la société. Indépendamment de ces réunions, les membres sont dans l'usage de s'assembler six fois par an, pour discuter tous les mémoires qui leur sont transmis sur l'agriculture et les sciences naturelles."
En 1935 elle fusionna avec la Société royale linnéenne de Bruxelles pour former la Société royale linnéenne et de Flore de Bruxelles qui publie depuis lors le Bulletin de la Société royale linnéenne et de Flore de Bruxelles.
Son histoire reste encore en grande partie à écrire.

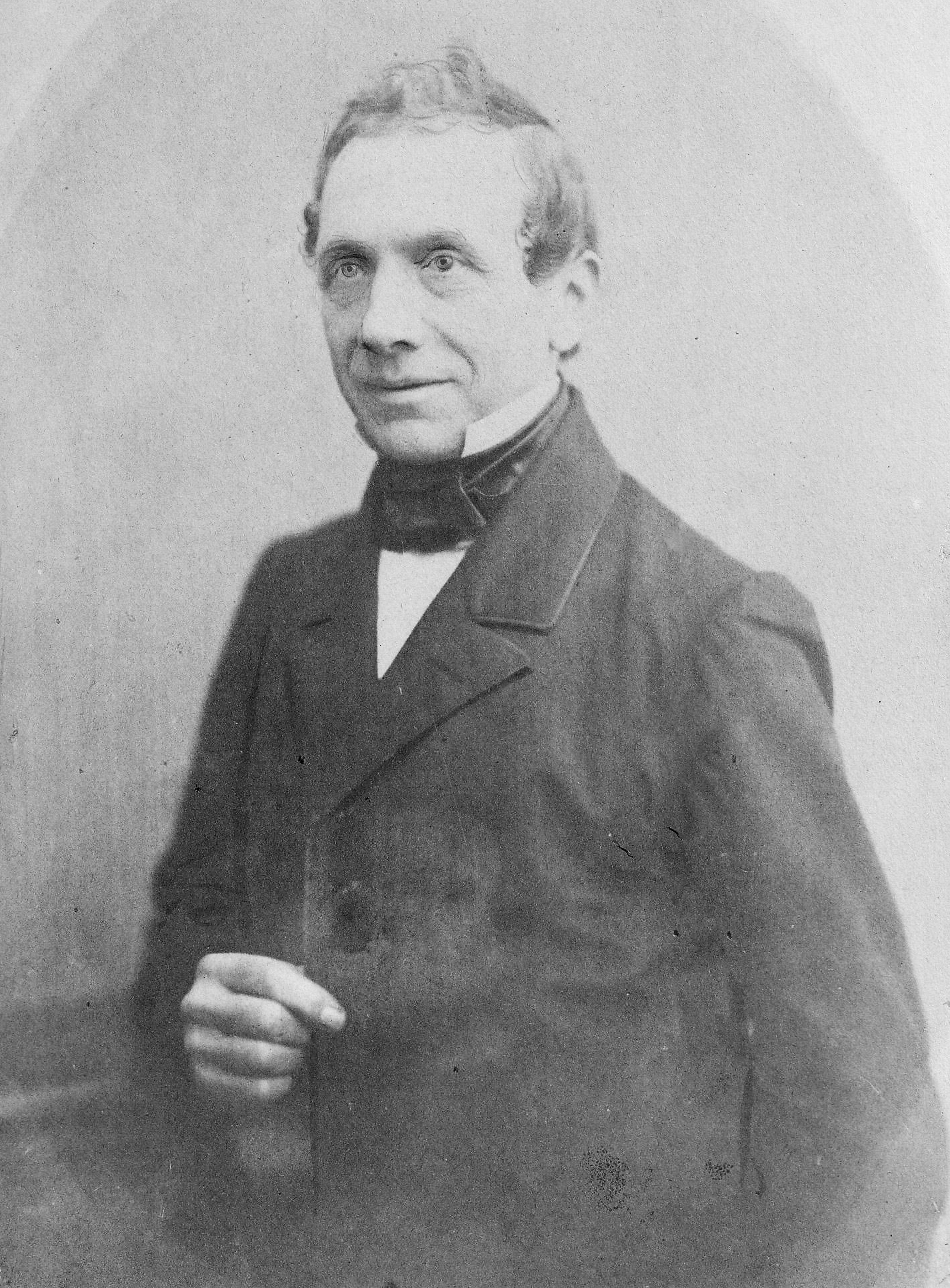
Auguste van Dievoet, avocat à la Cour de Cassation, membre du premier conseil d'administration de la Société royale de Flore de Bruxelles.

## Premiers administrateurs
- Charles-Joseph d'Ursel, président.
- Van Voldem de Lombeck, vice-président.
- Reynders, trésorier.
- Symon-Brunelle, secrétaire, rue de l'Empereur.
- Auguste Van Dievoet, avocat à la Cour de Cassation, administrateur.

## Expositions
Deux expositions ont lieu, l'une d'hiver, en février, et l'autre d'été, en juillet.

## Publications
- Bulletin de la Société Royale Linnéenne de Bruxelles
- Bulletin de la Société Royale Linnéenne et de Flore de Bruxelles

## Sources d'archives
- J. Balis, Conservateur à la Bibliothèque Royale Albert premier, Le premier Jardin botanique de Bruxelles, Extrait de l'histoire des jardins botaniques de Bruxelles (1870-1970), Ed. du Crédit communal, 1970, page 6.
- Les archives de la Société Royale Linnéenne et de Flore de Bruxelles fondée en 1935 et qui a hérité des archives de la Confrérie de sainte Dorothée fondée en 1640 ainsi que des archives de la Société royale de Flore fondée en 1825, et allant de l'année 1640 à 1970, ont été déposées en 1925 (réf.Archives Historiques, n°3811) et en 2007 aux Archives de la Ville de Bruxelles. Elles constituent 13 mètres de rayonnages.
- Le Livre d'Or porte la référence: n°3812, aux Archives de la Ville de Bruxelles.
- Mauvy, Bruxelles et ses environs, p 123.